# Xeglun
Xeglun era o alce celestial na mitologia chinesa. Acredita-se que a causa da criação da Via Láctea foi a perseguição de Mangi a esta criatura.